# Patrick Gerritsen
Patrick Gerritsen (* 13. března 1987, Oldenzaal, Nizozemsko) je nizozemský fotbalový útočník a bývalý mládežnický reprezentant, který působí v nizozemském klubu Excelsior '31 hrajícím Topklasse, třetí nejvyšší nizozemskou ligu.
Sezóny 2009/10 a 2010/11 strávil na hostování v nizozemském klubu Go Ahead Eagles.

## Reprezentační kariéra
Gerritsen byl členem nizozemských mládežnických výběrů. Zúčastnil se Mistrovství Evropy hráčů do 21 let 2006 v Portugalsku, kde mladí Nizozemci vybojovali svůj první titul v této věkové kategorii, když porazili ve finále Ukrajinu 3:0. Na turnaji nastoupil v jednom zápase (odehrál první poločas proti Dánsku, remíza 1:1).